# Featuring the Sun Love and the Heavy Metal Thunder
 (janvier 2017).
Si vous disposez d'ouvrages ou d'articles de référence ou si vous connaissez des sites web de qualité traitant du thème abordé ici, merci de compléter l'article en donnant les références utiles à sa vérifiabilité et en les liant à la section « Notes et références ».
Albums de Acid Mothers Temple and The Pink Ladies Blues
Myth Of The Love Electrique
(2006) The Soul of a Mountain Wolf
(2007)
Acid Mothers Temple and The Pink Ladies Blues featuring the Sun Love and the Heavy Metal Thunder est un album de rock psychédélique sorti en 2006 sur le label Fractal.
Cet album a été enregistré par trois membres du groupe original. C'est le seul album d'Acid Mothers Temple produit sans Makoto Kawabata (en).

## Liste des titres
| No | Titre                                        | Interprète(s)                   | Durée |
| -- | -------------------------------------------- | ------------------------------- | ----- |
| 1. | Sandoza Death Blues                          | Mai Mai, Magic Aum Gigi         | 19:06 |
| 2. | The Tale of the Garden Of Sandoza            | Magic Aum Gigi                  | 1:57  |
| 3. | Rock On Brain                                | Tsuchy, Mai Mai, Magic Aum Gigi | 3:02  |
| 4. | Acid Mothers Rock'N'Roll                     | Tsuchy, Mai Mai, Magic Aum Gigi | 13:14 |
| 5. | Freaks Your Mind & Your LSD Piss Will Follow | Tsuchy, Mai Mai, Magic Aum Gigi | 28:15 |
| 6. | Là-Bas                                       | Magic Aum Gigi                  | 9:24  |

## Musiciens
- Mai Mai - harmonica, thérémine, maracas, chant
- Magic Aum Gigi - guitare, thérémine, percussion, chant
- Tsuchy - guitare